# Ewen Bremner
Ewen Bremner, född 23 januari 1972 i Edinburgh, är en skotsk skådespelare. Hans roller har inkluderat Daniel "Spud" Murphy i Trainspotting, SPC Shawn Nelson i Black Hawk Down, och Lt Red Winkle i Pearl Harbor.

### Fotnoter
1. ↑  ”Pearl Harbor: 60th Anniversary Edition” (på engelska). DVD Talk. 4 december 2001. http://www.dvdtalk.com/dvdsavant/s367pearl.html. Läst 27 december 2015.